# Kingseat
Kingseat est une communauté rurale située entre la ville de Karaka et celle de Waiuku 
localisée sur le mouillage de Manukau Harbour au niveau de la ville d'Auckland, dans l’ Île du Nord de la Nouvelle-Zélande.

## Histoire
Kingseat était à l’origine une partie de la ville de ‘Patumahoe’  et ne fut pas réellement reconnue comme une zone spécifique jusqu’à la construction de l’hôpital psychiatrique de Kingseat Hospital (en) en février 1931. 
Le secteur local autour devint donc connu comme Kingseat.
Alors qu’il est toujours à prédominance rurale avec des fermes laitières en 2016, mais de nombreuses parcelles de terres ont été vendues pour être loties et faire l’objet de développements commerciaux.
Les infrastructures locales sont minimales, et le plus proche des magasins est situé au niveau de la ville de Patumahoe (à sept minutes au-delà) ou à Karaka (dix minutes au-delà).